# Frederick Delius
Frederick Delius (29. januar 1862 i Bradford – 10. juni 1934 i Grez-sur-Loing) var en engelsk komponist. Delius skrev mest orkesterværker, korværker og operaer. Hans tonesprog er senromantisk.
Fra 1916 var Delius blind og lam som følge af syfilis; men med hjælp af sin sekretær, Eric Fenby, kunne han fortsætte med at komponere.
Flere af hans værker var inspireret af J.P. Jacobsen, operaen Fennimore and Gerda således af Jacobsens roman Niels Lyhne (1880).

## Værkliste
- Operaer
  - Irmelin (1890-92; premiere 1953)
  - The Magic Fountain (1893-95)
  - Koanga (1895-97; premiere 1904)
  - A Village Romeo and Juliet (1900-01; premiere 1907)
  - Margot la rouge (1902)
  - Fennimore and Gerda (1909-10; premiere 1919)